# Juuka
Juuka – gmina w Finlandii, położona we wschodniej części kraju, należąca do regionu Karelia Północna.